# Manuela Henkel
Manuela Henkel (* 4. Dezember 1974 in Neuhaus am Rennweg, Bezirk Suhl, DDR) ist eine ehemalige deutsche Skilangläuferin.

## Werdegang
Bereits im Vorschulalter nahm Manuela Henkel an ersten Wettkämpfen teil. 1987 wechselte sie an die Kinder- und Jugendsportschule Oberhof. Nach dem Abitur trat sie 1993 in die Sportfördergruppe der Bundeswehr ein.
Die mehrfache deutsche Meisterin vom WSV Oberhof 05 gewann bei den Olympischen Spielen 2002 in Salt Lake City mit der Langlaufstaffel Gold. Bei den Nordischen Skiweltmeisterschaften 2003 wurde Manuela Henkel Weltmeisterin, ebenfalls mit der deutschen Langlaufstaffel. Außerdem nahm sie 1998 an den Olympischen Winterspielen in Nagano (5. Platz mit der Staffel) und 2006 in Turin teil.
Nach der verpassten Olympiaqualifikation für die Olympischen Spiele 2010 in Vancouver erklärte sie am 20. Januar 2010 ihren Rücktritt vom Leistungssport.

## Sonstiges
Manuela Henkels Schwester ist die Biathletin Andrea Henkel.